# ティンベー

ティンベーとローチン

ティンベーは琉球古武道の武器の一種。ティンベー（楯）とローチン（小刀又は矛、短槍、銛）とをもって一組（ティンベー術）とする。竹、皮合同製品が主流である。
沖縄では海亀の甲や木製、鉄製など利用するなど色々と豊富である。以前はなべのふた（カマンタ）を利用したとも言われている。
沖縄では琉球三山時代（1400年ごろ）の記録にも残されている。琉球の万葉集といわれている（おもろそうし）。その頃（1400年ごろ）の沖縄では王国の記録にはひらがなを用いていた。
中国をはじめとする海外にもこれに似た武器と手法がある。
琉球には中国との交易を通じて伝ったといわれているが定かではない。
世界の多くの国々にも同様なものが見られる。種類としては色々な材質で出来たものがある。

## 流派
ティンベー術の型については琉球古武道保存振興会に保存された鐘川のティンベー術の型があり、今日まで伝えられている。